# 安东尼奥·索勒
安东尼奥·弗朗西斯科·哈维尔·何塞·索勒·拉莫斯（西班牙語：Antonio Francisco Javier José Soler Ramos；1729年12月3日—1783年12月20日），西班牙加泰罗尼亚作曲家，神父。他的大部分生涯是在修道院中以管风琴师身份度过的。他最著名的作品是100多首键盘奏鸣曲，风格受D.斯卡拉蒂的影响，但体现出较多的古典主义特征，并常采用多乐章结构。